# HD 199870
HD 199870，又名BD+43 3777，SAO 50298、HR 8035，是一颗恒星，视星等为5.55，位于銀經85.55，銀緯-0.83，其B1900.0坐标为赤經20h 54m 44.6s，赤緯+44° -0.83′ 55″。